# Japanwachs

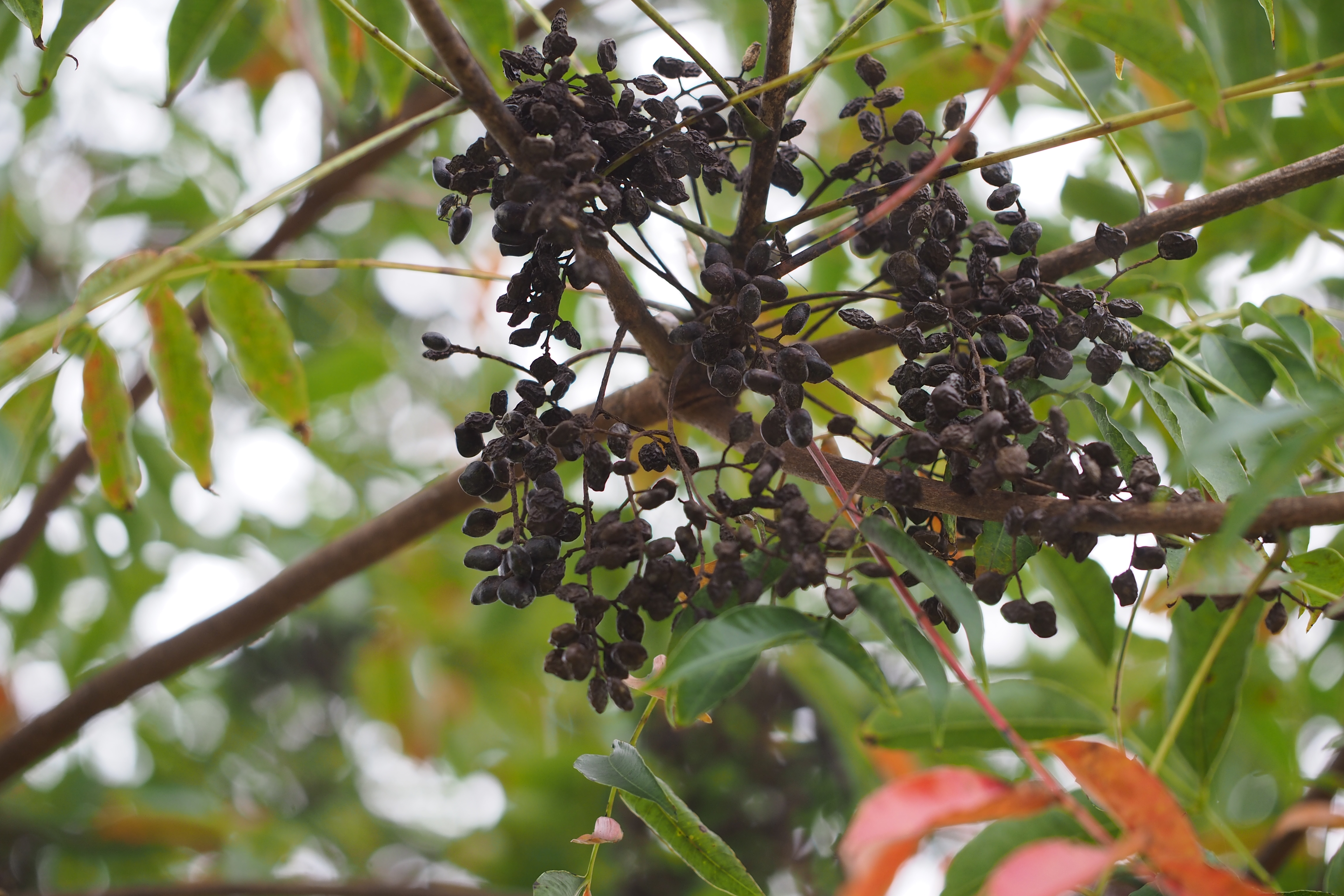
Japanischer Wachsbaum (Rhus succedanea)

Früchte von Rhus verniciflua

Japanwachs, auch Japantalg, Sumachwachs oder Beerenwachs genannt, ist ein Gemisch aus Pflanzenfett und freien Fettsäuren, das aus den Früchten verschiedener Pflanzen wie z. B. dem Japanischen Wachsbaum (Rhus succedanea), dem Lackbaum (Rhus verniciflua) oder dem Japanischen Zimt (Cinnamomum pedunculatum) und verschiedenen Toxicodendron- und anderen Arten hergestellt wird. Die japanische Bezeichnung ist Mokurō 木蝋 (wörtl. „Baumwachs“).

## Eigenschaften
Japanwachs ist eine weiße bis gelbliche, klebrige, feste und plastische, in Wasser und kaltem Ethanol unlösliche Substanz. Trotz des Namens ist Japanwachs kein Wachs im chemischen Sinn, sondern ein Gemisch von Glyceridestern hauptsächlich mit der Palmitinsäure (Tripalmitin) und in geringen Mengen mit der Japansäure, einer Dicarbonsäure, sowie freien Fettsäuren und löslichen Säuren wie Isobuttersäure.
Japanwachs ist leicht in Benzol, Ether und Naphtha löslich. Der Schmelzpunkt liegt bei 52 °C bis 54 °C. Die Iodzahl beträgt zwischen 4,5 und 12,6, die Säurezahl liegt bei 20–30. Die Verseifungszahl ist zwischen 214 und 222.

## Gewinnung
Die Früchte enthalten bis zu 30 % Japanwachs, die Gewinnung des Japanwachses erfolgt durch Press- oder Extraktionsverfahren.
Im Pressverfahren werden die Früchte zunächst gesiebt und dann gepresst und zerkleinert. Die zerkleinerten Früchte werden gekocht. Das Japanwachs sammelt sich an der Oberfläche des heißen Wassers und wird dort abgeschöpft. Das frische Wachs hat eine gelblich-grüne Farbe und wird an der Sonne gebleicht. Im Extraktionsverfahren werden die Früchte nach dem Sieben mit einem organischen Lösungsmittel wie Hexan versetzt und das Japanwachs extrahiert.

## Verwendung
Japanwachs wird in Kosmetika, Lebensmitteln und medizinischen Produkten wie zahnärztlichen Wachspräparaten verwendet, sowie als Rohstoff für die Seifenherstellung und in der Textilindustrie.